# Vallesia conzattii
Vallesia conzattii là một loài thực vật có hoa trong họ La bố ma. Loài này được Standl. miêu tả khoa học đầu tiên năm 1925.